# Округ Барнс (Северна Дакота)
Барнс (енгл. Barnes County) је округ у америчкој савезној држави Северна Дакота.

## Демографија
По попису из 2010. године број становника је 11.066, што је 709 (-6,0%) становника мање него 2000. године.
| Група             | 2000.          | 2010.          |
| Белци             | 11.477 (97,5%) | 10.599 (95,8%) |
| Афроамериканци    | 53 (0,5%)      | 86 (0,8%)      |
| Азијати           | 22 (0,2%)      | 58 (0,5%)      |
| Хиспаноамериканци | 64 (0,5%)      | 123 (1,1%)     |
| Укупно            | 11.775         | 11.066         |